# Рудзевич, Павел Герасимович
Павел Герасимович Рудзевич (27 декабря 1922, Курская губерния — 7 марта 2003) — наводчик 45-мм орудия 971-го стрелкового полка, младший сержант — на момент представления к награждению орденом Славы 1-й степени.

## Биография
Родился 27 декабря 1922 года в деревне Садовский Посёлок Обоянского уезда Курской губернии (ныне — Медвенского района Курской области). Окончил 7 классов. Работал секретарём в средней школе села Амосовка того же района.
В октябре 1941 года был призван в Красную Армию Медвенским райвоенкомтом. Службу проходил на Дальнем Востоке. В ноябре 1943 года был направлен в действующую армию. С апреля 1944 года участвовал в боях с захватчиками на 1-м Украинском фронте. Весь боевой путь прошел в составе 971-го стрелкового полка 273-й стрелковой дивизии, был заряжающим, затем командиром расчета 45-мм орудия.
7 августа 1944 года при овладении плацдармом на левом берегу реки Висла в 15 км восточнее города Тарлув заряжающий 45-мм орудия красноармеец Рудзевич вместе с расчетом подавил 3 огневые точки противника. При отражении контратаки противника прямой наводкой расстрелял до 20 противников, чем способствовал удержанию позиций.
Приказом по частям 273-й стрелковой дивизии от 25 августа 1944 года красноармеец Рудзевич Павел Герасимович награждён орденом Славы 3-й степени.
11-15 сентября 1944 года в боях на левом берегу реки Висла восточнее города Тарлув расчет под командованием красноармейца Рудзевича уничтожил около 10 солдат и огневую точку, Рудзевич из своего личного оружия уничтожил 2 противников. Был представлен к награждению орденом Отечественной войны 2-й степени.
Приказом по войскам 3-й гвардейской армии от 10 ноября 1944 года красноармеец Рудзевич Павел Герасимович награждён орденом Славы 2-й степени.
21 января 1945 года при ликвидации прорвавшейся группировки в районе населенного пункта Жарнув младший сержант Рудзевич точным огнём сразил свыше 15 солдат и 2 повозки. Во время отражения контратаки противника выкатил орудие на прямую наводку и рассеял большое число пехотинцев.
Указом президиума Верховного Совета СССР от 10 апреля 1945 года за образцовое выполнение заданий командования на фронте борьбы с немецкими захватчиками и проявленные при этом доблесть и мужество младший сержант Рудзевич Павел Герасимович награждён орденом Славы 1-й степени. Стал полным кавалером ордена Славы.
На завершающем этапе войны, в боях в ходе Берлинской наступательной операции, старшина Рудзевич вновь отличился. В боях на окраине города Бреслау, выдвинул орудие на прямую наводку, уничтожил 2 дзота, 6 огневых точек противника, разбил 2 автомашины и истребил более 10 противников. Был награждён орденом Отечественной войны 1-й степени.
После Победы остался в армии. Окончил курсы младших лейтенантов. В августе 1946 года младший лейтенант Рудзевич был уволен в запас. Вернулся на родину.
Жил и работал в селе Амосовка Медвенского района. Член КПСС с 1956 года. Участник Парада Победы в Москве в 1995 году.
Скончался 7 марта 2003 года. Похоронен на кладбище села Амосовка.
Награждён двумя орденами Отечественной войны 1-й степени, Славы 1-й, 2-й, 3-й степеней, медалями.